# Іраклі Чарквіані
Іраклій Чарквіані (груз. ირაკლი ჩარკვიანი; 19 листопада 1961 — 24 лютого 2006), іноді відомий під псевдонімом «Мефе» («Цар») — грузинський музикант, поет, композитор і прозаїк. Чарквіані був відомий своїм ексцентричним образом та поезією, а також еклектичною музикою, яка охоплювала альтернативний рок, електронну музику та хіп-хоп. Він помер через проблеми з серцем у віці 45 років.
У травні 2013 року Іраклі Чарквіані був посмертно нагороджений премією Руставелі Грузії за «значний внесок у розвиток сучасної грузинської культури» президентом Міхеїлом Саакашвілі.